# City on a Hill
City on a Hill est une série télévisée américaine en 26 épisodes d'environ 55 minutes, créée par Chuck MacLean, d'après une idée originale de Ben Affleck, diffusée entre le 16 juin 2019 et le 25 septembre 2022 sur Showtime.
Elle s'inspire d'un fait réel appelé Le Miracle de Boston (en) qui a vu le taux de criminalité chuter dans les années 1990,.
En France, la série est diffusée depuis le 21 novembre 2019 sur Canal+, et au Québec sur Super Écran. Elle reste inédite dans les autres pays francophones.

## Synopsis
Dans les années 1990, la violence et le crime règnent à Boston. Un procureur afro-américain, DeCourcy Ward décide de lutter contre la violence et le racisme. Pour cela, il forme une alliance improbable avec un agent du FBI borderline, Jackie Rohr, afin de coincer un groupe de braqueurs.

## Distribution

### Acteurs principaux
- Kevin Bacon (VF : Philippe Vincent) : Jackie Rohr
- Aldis Hodge (VF : Eilias Changuel) : DeCourcy Ward
- Jonathan Tucker (VF : Thierry Wermuth) : Frankie Ryan
- Mark O'Brien (VF : Jim Redler) : Jimmy Ryan
- Lauren E. Banks (VF : Aurélie Konaté) : Siobhan Quays
- Amanda Clayton (en) (VF : Victoria Grosbois) : Cathy Ryan
- Jere Shea (en) (VF : Mario Bastelica) : Hank Signa
- Kevin Chapman (VF : Gérard Darier) : J. R. Minogue
- Jill Hennessy (VF : Françoise Cadol) : Jenny Rohr
- Seth Gilliam (VF : Serge Faliu) : Révérend Fields

### Acteurs récurrents
- Sarah Shahi (VF : Anne Tilloy) : Rachel Benham[5] (saison 1)
- Cathy Moriarty (VF : Maïté Monceau) : Ma Ryan
- Rory Culkin (VF : Tommy Lefort) : Clay Roach
- Kevin Dunn (VF : Régis Lang) : Nathan Rey
- Vincent Elbaz : Hugo Rey
- Zoe Margaret Colletti (saison 1) / Lucia Ryan (saison 2) : Benedetta Rohr
- Mark Ryder : le père Doyle
- Michaela McManus : agent du FBI Sarah Rhodes
- Jimmy Cummings (en) : Tommy Hayes
- Georgina Reilly (VF : Camille Ravel) : Corie Struthers[6]
- James Remar (VF : Jean Barney) : Richy Ryan[7]
- Gloria Reuben (VF : Sophie Riffont) : Eloise Hastings[7]
- J. Bernard Calloway (VF : Frantz Confiac) : le capitaine Shag Lewis
- Matthew Del Negro (VF : Jérémy Bardeau) : Chris Caysen
- Samantha Soule (en) (VF : Hélène Bizot) : Michaela Freda
- Jeremy Rudd : Braxton

Version française : 
- Adaptation des dialogues : Laurence Duseyau, Joëlle Martrenchard, Olivier Lips et Rodolph Freytt[9]

 Source et légende : version française (VF) sur RS Doublage et Doublage Séries Database

## Production

### Développement
Le 27 octobre 2022, la série est annulée.

### Fiche technique
- Titre original et français : City on a Hill
- Création : Chuck MacLean
- Photographie : Joe Collins, Alex Disenhof
- Musique : Kevin Kiner
- Production : Irene Burns, Amy Herman
  - Coproduction : Aaron Seliquini, Jorge Zamacona, Sarah Connors
  - Production exécutive : Tom Fontana, Jennifer Todd, Ben Affleck, Kevin Bacon, Michael Cuesta, Matt Damon, Chuck MacLean, James Mangold
- Société de production : Pearl Street Films
- Société de distribution : Showtime Networks
- Pays d'origine :  États-Unis
- Langue originale : anglais
- Format : couleur
- Genre : policier, action

## Épisodes

### Première saison (2019)
1. La Nuit où Flynn a envoyé les flics à la patinoire (The Night Flynn Sent the Cops on the Ice)
2. Ce qu'on a vu à Southie High (What They Saw in Southie High)
3. Si le fou persistait dans sa folie (If Only the Fool Would Persist in His Folly)
4. La Méchanceté du méchant sera sur lui (If Only the Fool Would Persist in His Folly)
5. C'est de l'injustice qu'on a défini la justice (From Injustice Came the Way to Describe Justice)
6. Dur d'être un saint dans la ville ( It's Hard to Be a Saint in the City)
7. Il n'y a pas de camp, putain ! (There Are No Fucking Sides)
8. Bientôt en haut de la potence (High on the Looming Gallows Tree)
9. Le Sage sourd de Pompéi (The Deaf Sage of Pompeii)
10. Le Maire Curley et le Dernier Tour de piste (Mayor Curley and the Last Hurrah)

### Deuxième saison (2021)
Le 2 août 2019, la série est renouvelée pour une deuxième saison de huit épisodes. Elle est diffusée depuis 28 mars 2021
1. Les Draps de Bill Russell (Bill Russell's Bedsheets)
2. Plus dure sera la chute (I Need a Goat)
3. Au nom de tous les noirs (Is the Total Black, Being Spoken)
4. Un peu trop blanche et un peu trop conne (Overtime White and Overtime Stupid)
5. À l'Est d'Eden (East of Eden)
6. Pas les dernières paroles (Don't Go Sayin Last Words)
7. Prétérition (Apophasis)
8. Pax Bostonia (Pax Bostonia)

### Troisième saison (2022)
Le 2 juin 2021, la série est renouvelée pour une troisième saison, et diffusée à partir du 31 juillet 2022.
1. Gods and Monsters
2. A Program of Complete Disorder
3. Speak When You're Angry
4. Ugly, Like I Said
5. Take Me Home
6. Tenderness
7. Boston Bridges, Falling Down
8. Whipping Post